# Ryssopterys
Ryssopterys là một chi thực vật có hoa trong họ Malpighiaceae.

## Loài
Chi Ryssopterys gồm các loài: